# Elsa (drone)
Pour les articles homonymes, voir Elsa.
Le Elsa (Engin léger de Surveillance Aérienne) est un drone de collecte d'informations par caméras et retenu par le ministère de l’Intérieur Français pour des missions ponctuelles. Son utilisation sera faite par des forces de police comme le GIPN, les CRS .
L'annonce par la Ministre de l'Intérieur Michèle Alliot-Marie de l’utilisation par la police de ce type d’engins pour surveiller les quartiers de banlieue a provoqué l’indignation des élus concernés. Le député PS Daniel Goldberg a déclaré: « Les banlieues ont besoin de fonctionnaires de police de proximité plutôt que de survol aérien. Sans encadrement légal strict, l’utilisation de drones risque de passer, tôt ou tard, d’un usage exceptionnel en cas de crise à un usage préventif permanent, renforçant ainsi la stigmatisation que ressentent ici les habitants. ». À l'opposé, des voix au sein de la police ont plaidé pour cet engin permettant de s'assurer des conditions de sécurité avant une intervention et de disposer de preuves visuelles d'infractions.

## Caractéristiques chiffrées
- Rayon d'action : 2000 m
- Altitude de vol standard 150 m, maxi 500 m
- Proportions : 1 m de large, 60 cm de long, poids : 1,5 kg, autonomie de 40 minutes[4]